# Louis Vervaeke
Louis Vervaeke (født 6. oktober 1993 i Ronse) er en cykelrytter fra Belgien, der er på kontrakt hos Soudal Quick-Step.